# Lecanora queenslandica
Lecanora queenslandica är en lavart som beskrevs av C. Knight. Lecanora queenslandica ingår i släktet Lecanora och familjen Lecanoraceae.   Inga underarter finns listade i Catalogue of Life.